# シノノメサカタザメ
シノノメサカタザメ (東雲坂田鮫、Rhina ancylostoma) はシノノメサカタザメ科に属するエイの一種。外見や泳ぎ方はサメのようであり、和名も「-ザメ」とつくことからサメと間違われやすい。英名では、Bowmouth guitarfish（"Bowmouth"=弓状の吻、"Guitarfish"=サカタザメの仲間）やShark ray（サメのようなエイといった意）、Mud skate（泥質の海底を好むことから。"Skate"=ガンギエイ型のエイ）といった呼び名がある。
インド太平洋の熱帯域に分布し、90m以浅の沿岸域に生息する。丸い頭部、分厚い体、サメに似た大きな背鰭・尾鰭など特徴的な形態を持つ。頭部には棘の列がある。体は灰色で、白い斑点がある。歯はW字型に波打って並ぶ。 2.7m、135kgに達する。
海底近くを泳ぎ回り、魚や甲殻類・貝類を捕食する。胎生である。漁や自然破壊の影響を受けており、IUCNは保全状況を近絶滅種としている。水族館でよく飼育される。

## 分類

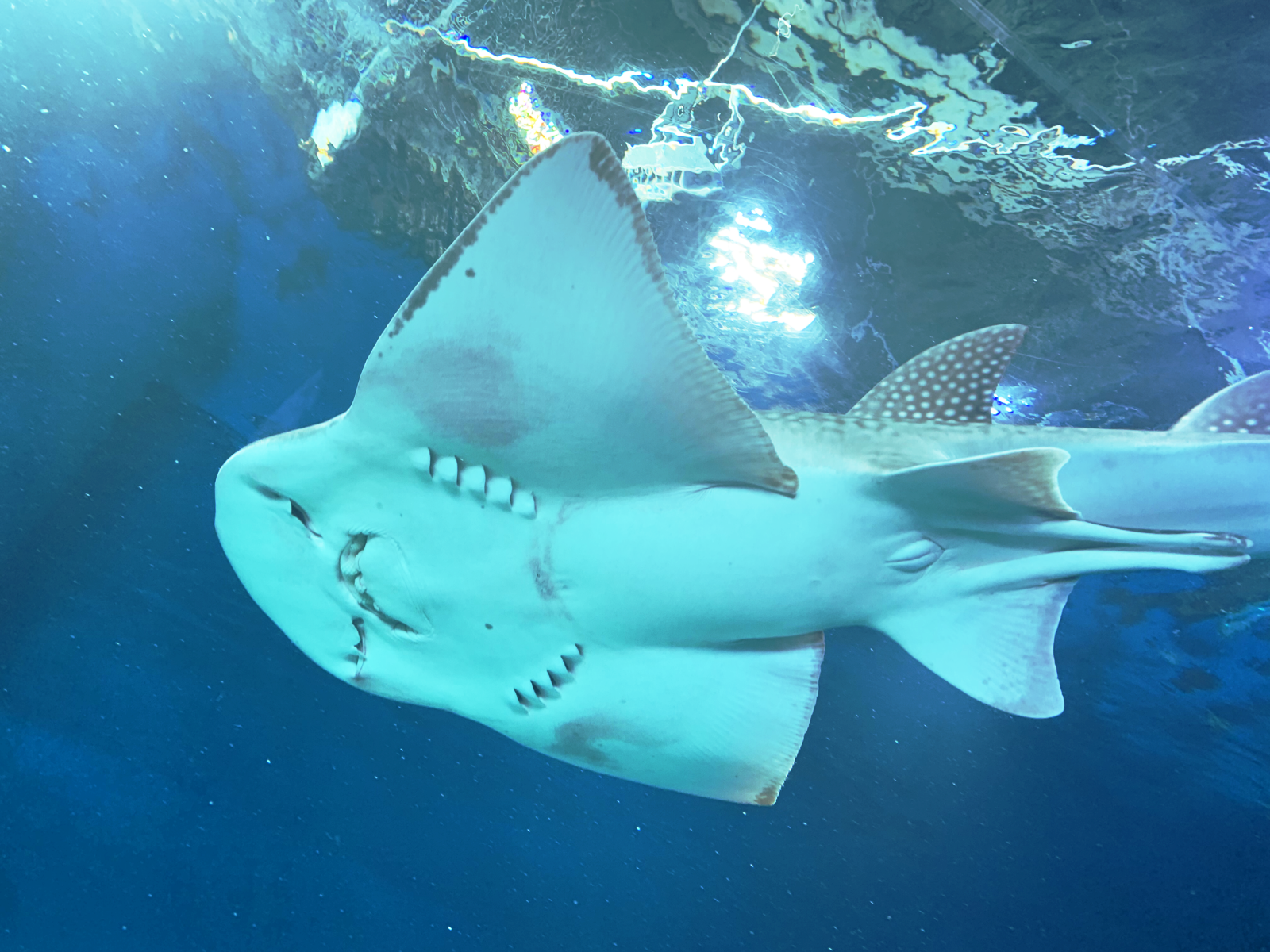
シノノメサカタザメの裏側

1801年、Systema Ichthyologiae において、ドイツの博物学者マルクス・エリエゼル・ブロッホとヨハン・ゴットロープ・テアエヌス・シュナイダーにより記載された。ホロタイプはインドのコロマンデル海岸で採集された51cmの個体であったが、現在は失われている。属名 Rhina はギリシャ語の rhinos（鼻）、種小名 ancylostoma は ankylos（曲がった）、stoma（口）に由来する。記載に用いられた種小名は ancylostomus であったが、命名規約に従い ancylostoma に訂正されている。英名には shark ray・mud skate・shortnose mud skate・bow-mouthed angel fish・bow-mouthed angel sharkなどがある。
形態的にはトンガリサカタザメやガンギエイと類似点が多い。mtDNAを用いた分子系統解析では、トンガリサカタザメ科の姉妹群であるという結果が得られている。かつてはガンギエイ目とされていたが、分子系統からはノコギリエイやサカタザメとともに新目Rhinopristiformesに含めることが提唱され現在はサカタザメ類をノコギリエイ目とすることが一般的である。
記載当初は、腹鰭が胸鰭の直後に位置することに基づきAbdominales目とされた。現在ではこの目は廃止されている。本種をシノノメサカタザメ科に含める分類は、1841年の Systematische Beschreibung der Plagiostomen で提唱された。当時は"Rhinae"という名で、本種とトンガリサカタザメ属が含められていた。サカタザメ科、トンガリサカタザメ科に含められたこともある。2016年の Fishes of the World では、シノノメサカタザメ科には本種のみが含められていた。

## 形態

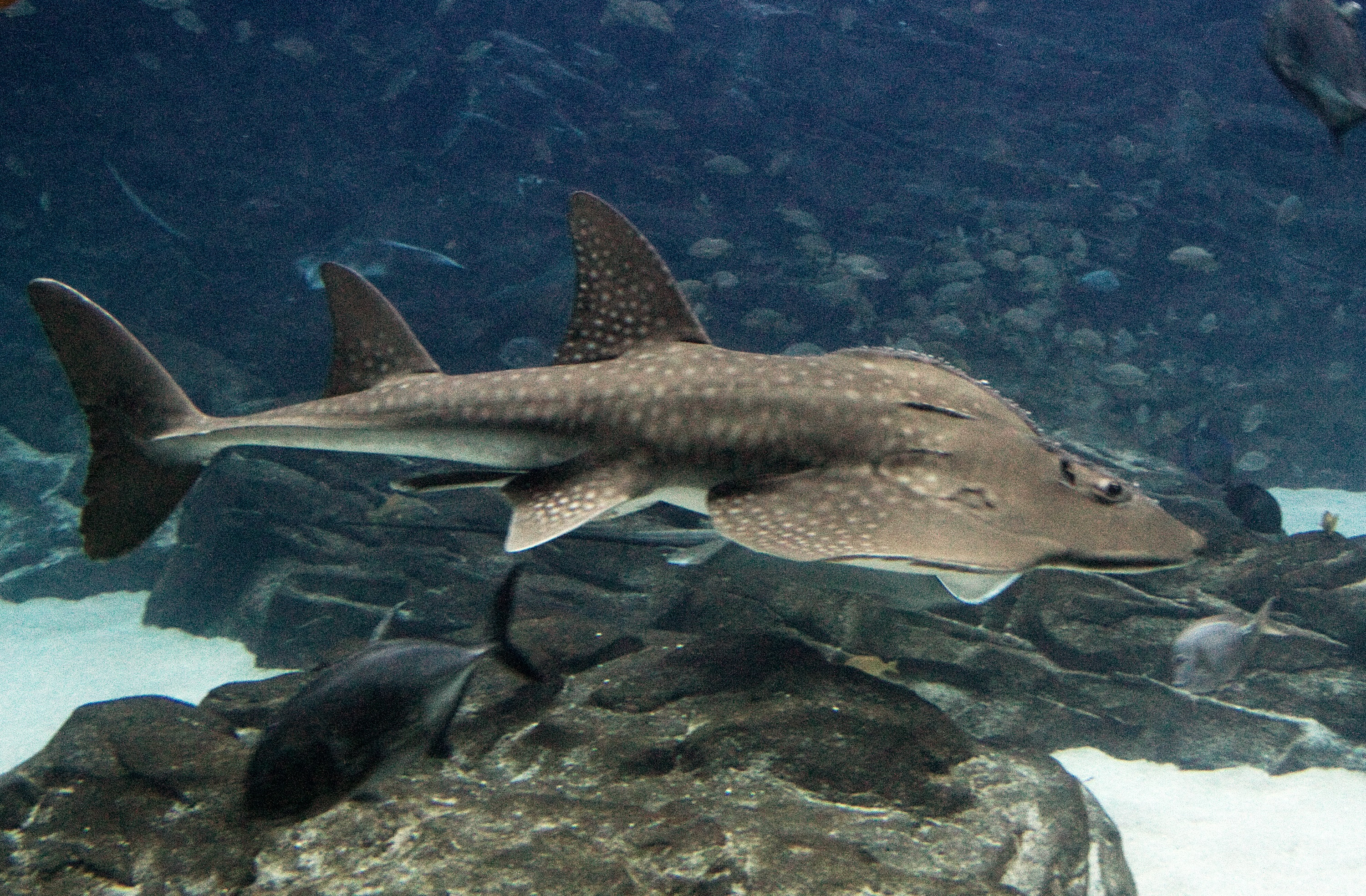
丸い頭部、盛り上がった背中、大きな鰭から容易に他種と区別できる。

2.7m、135kgに達する。頭部は短くて幅広く、上下に扁平である。吻は半円形である。頭部前方には中程度の大きさの眼と大きな噴水孔がある。頭部は体と明瞭に区別できる。鼻孔は長く、横向きに位置し、後縁にはよく発達した鼻褶がある。下顎は3箇所が波打って突出し、上顎はそれに噛み合うように凹む。上顎の歯列は47、下顎は50で帯状に並ぶ。歯は短くて鈍く、歯冠は隆起する。鰓裂は5対で、頭部の縁近くの腹面に並ぶ。
背鰭の前方で最も体高が高くなる。背鰭は鎌型で、第一背鰭は腹鰭の直上に位置し、第二背鰭の4/3程度の大きさである。第二背鰭は尾鰭と第一背鰭の中間に位置する。胸鰭は幅広く三角形で、頭部との境界は明瞭である。腹鰭は胸鰭よりはるかに小さく、臀鰭はない。尾は体より長く、尾鰭は三日月形である。尾鰭は上葉の方が長いが、下葉の2倍の長さには達しない。
背面は全体的に、細かい皮歯に密に覆われる。背の正中線には厚い隆起線があり、鋭く頑丈な棘の列がある。さらに、眼の前方、眼の上から噴水孔の後ろ、"肩"の部分、の3箇所にも棘の列がある。背面は青や茶色がかった灰色で、頭部の縁や胸鰭は淡くなる。鰭や体には白い斑点が散らばり、胸鰭には白で縁取られた黒い模様がある。眼の間には2本の黒い帯がある。腹面は灰色から白。幼魚では斑模様がより顕著である。

## 分布
稀種ではあるが、インド太平洋西部の熱帯域沿岸に広く分布する。インド洋ではクワズール・ナタール州から紅海、セイシェル、モルディブ、インドから東南アジア・オーストラリアのシャーク湾まで。太平洋では、北は朝鮮半島・南日本、東はニューギニア、南はニューサウスウェールズまで。生息水深帯は3-90m。主に海底付近を遊泳するが、海底から離れることもある。砂泥底を好み、岩礁やサンゴ礁、沈没船などの周辺にも見られる。

## 生態
砂に潜ったり海底で休んだりする姿はほとんど見られず、常に海底付近を活発に遊泳する。サメのように、発達した尾鰭を左右に振って推進力を得る。夜行性で、縄張りは持たない。主にニベ科などの底生魚、エビ・カニなどの甲殻類を食べる。二枚貝や頭足類を食べることもある。平たい歯によって、硬い殻を持つ餌を砕くことができる。2011年の安定同位体を用いた2個体の調査では、これまでの知見とは異なり、底生生物より外洋性生物をよく捕食しているという結論が得られた。
イタチザメは本種を捕食することが知られている。頭部の棘は、脅威に対処する際の武器として用いられる可能性がある。寄生虫として、条虫の Carpobothrium rhinei・ Dollfusiella michiae・ Nybelinia southwelli・ Stoibocephalum arafurense・ Tylocephalum carnpanulatum、ウオビル科のアカメウミビル、吸虫の Melogonimus rhodanometra、単生類の Branchotenthes robinoverstreeti・ Monocotyle ancylostomae、カイアシ類のNesippus vespa・ Pandarus cranchii ・Pandarus smithiiなどが知られている。ホンソメワケベラの掃除行動の対象となる。
胎生で、胚は卵黄により成長する。雌は卵巣・子宮各1つずつが機能する。産仔数は2-11で、出生時は45-51 cm。雄は1.5-1.8m、雌は1.8m以上で性成熟する。雌は雄より大きくなる。

## 人との関わり

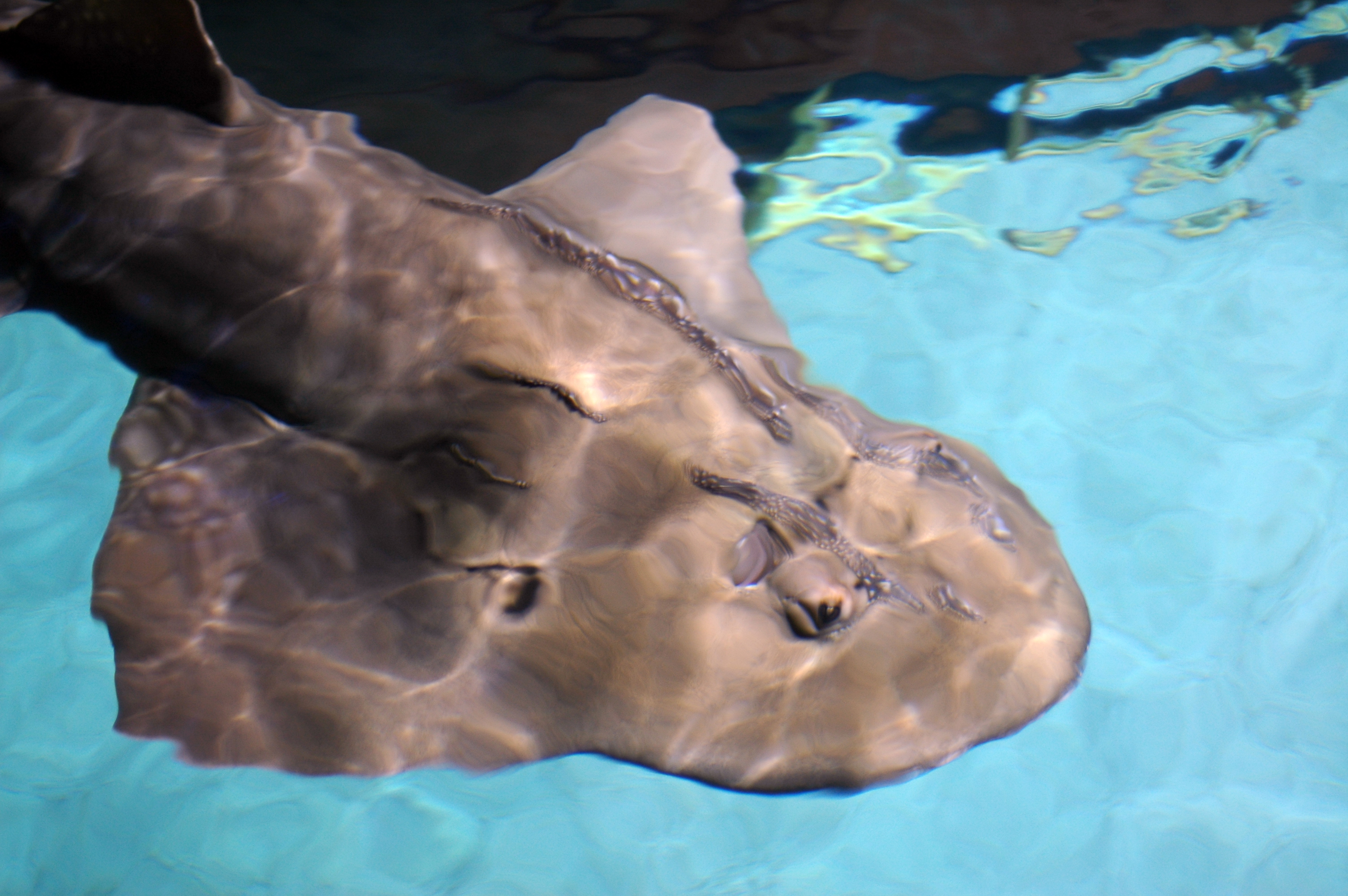
ニューポート水族館の飼育個体

底引き網、刺し網、釣りによって漁獲される。ふかひれは高値で取引されるが、肉も乾燥・塩蔵などの形で利用される。特に、インドでは本種の肉が珍重される。網での捕獲時は、大型で皮膚が粗いため扱いづらいこと、網の中で暴れて他魚を傷つけることから嫌われている。タイでは、背部の棘がブレスレットの作成に用いられる。
ダイナマイト漁、サンゴの白化、森林伐採により引き起こされるシルテーションなどによる自然破壊の影響を受けており、IUCNは近絶滅種と評価している。インドネシアでは大型エイを対象とした刺し網漁が行われ、生息数が減少している。オーストラリアでは本種を対象とした漁は行われないため、準絶滅危惧と評価されている。ウミガメ除去装置の利用は本種にも有効である。水族館ではよく飼育され、国内でも沖縄美ら海水族館、大阪海遊館、名古屋港水族館など多くの施設で飼育されている。2007年、ニューポート水族館は本種の飼育下繁殖プログラムを開始した。
日本では数は少なく、漁業の対象にはならない。まれに網にかかったものを水族館が引き取る場合がある。